# Sexorcism
Sexorcism är det studioalbumet av finska hårdrocksbandet Lordi, som släpptes den 25 maj 2018. Albumet är producerat av Mikko Karmila.

## Låtförteckning
1. Sexorcism – 6.52
2. Your Tongue’s Got the Cat – 4.45
3. Romeo Ate Juliet – 4.21
4. Naked in My Cellar – 4.45
5. The Beast is Yet to Cum – 4.50
6. Polterchrist – 5.23
7. SCG9: The Documented Phenomenon – 1.14
8. Slashion Model Girls – 5.25
9. Rimskin Assassin – 4.50
10. Hell Has Room (No Vacancy in Heaven) – 5.02
11. Hot & Satanned – 4.33
12. Sodomesticated Animal – 4.23
13. Haunting Season – 6.15

## Albumets singlar
- Your Tongue’s Got the Cat
- Naked in My Cellar